# بولشن (استان اشوی‌داشکسیه)
بولشن (به لهستانی: Boleszyn) یک منطقهٔ مسکونی در لهستان است که در گمینا واشنگوو واقع شده‌است.